# Southgate (métro de Londres)
Pour les articles homonymes, voir Southgate.
Southgate est une station de la Piccadilly line du métro de Londres. Elle est située au nord de la ville.

## Histoire
La station est mise en service en 1933. Comme Arnos Grove au sud, elle fut désignée par Charles Holden et elle est un bon exemple de l'architecture Art déco, populaire brièvement dans les années entre-guerre. L'édicule est circulaire, avec un toit plat projetant, fabriqué de concrète. Le toit semble d'être supporté par seulement une bande horizontale de fenêtres qui fournissent la luit à la billetterie. En fait, le bâtiment est supporté, comme un parapluie, par une colonne centrale dans la billetterie. À l'haut du bâtiment se trouve un élément décoratif qui rassemble à une bobine Tesla. Les escaliers roulantes, aussi, retiennent leurs panneaux de bronze, et leurs lampes hémisphériques, de cette période.

Éléments décoratifs de la station
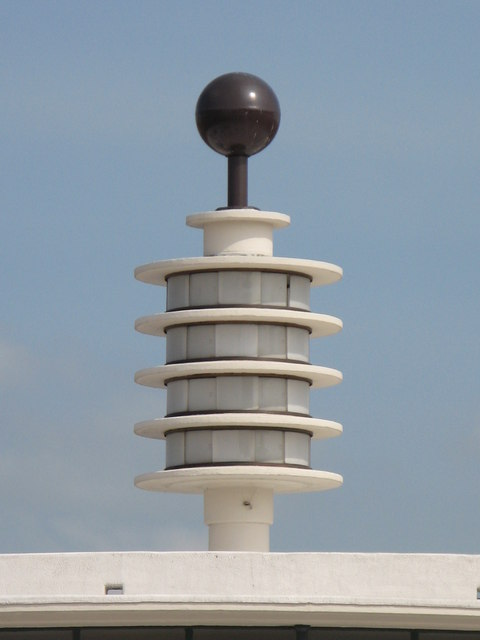
« bobine Tesla ».
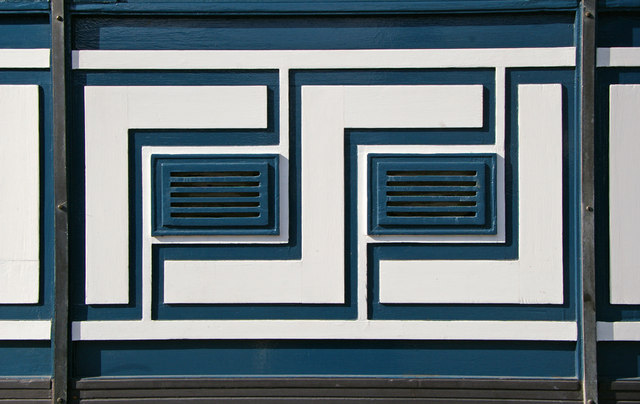
Design art Déco.

La station est classée Grade II* listed building.